# Хаджич, Йован
Йован Хаджич (серб. Јован Хаџић; 8 сентября 1799, Сомбор, Австрийская империя (ныне автономный край Воеводина, Сербия) — 4 мая 1869, Нови-Сад, Австро-Венгрия) — сербский прозаик, юрист, просветитель. Доктор права. Видный представитель сербо-хорватской литературы, более известный под своим литературным псевдонимом — Милош Светич.
Член-корреспондент (с 1842), действительный член Сербской академии наук и искусств (с 1864).

## Биография
Обучался в Карловцах, изучал право университетах Пешта и Вены.
Сойдясь со своими молодыми земляками, Хаджич стал изучать сербскую народную поэзию и вскоре сделался одним из самых горячих её поклонников. В 1825 году, вместе с Мушицким, Магарашевичем, Миловуком, Шафариком и Петровичем, стал основателем Сербской Матицы, патриотического литературно-научного и культурно-просветительского общества в Пеште.
В 1826 году Хаджич получил степень доктора права, через четыре года был назначен директором Ново-Садской гимназии, а в 1831 году стал сенатором в Нови-Саде.
В 1837 году был приглашён князем Милошем Обреновичем в Белград, для составления судебного кодекса и преобразования сербских судов. Принял активное участие в разработке Гражданского и Уголовного кодекса княжества Сербии в 1844 году. Сербия стала третьей европейской нацией после Франции и Австрии, имевшей кодифицированную правовую систему.
По возвращении в Нови-Сад, Хаджич был в 1842 году делегирован на народный конгресс в Карловаце, а в 1847 году — на венгерский сейм в Пресбург. В 1848 году венгерское министерство предлагало ему место члена совета министерства юстиции, но он его не принял.
Хаджич был противником лингвистической реформы Вука Караджича. Выступал против фонетического принципа сербского правописания.
Жил в Нови-Саде, занимался литературной деятельностью.

## Творчество

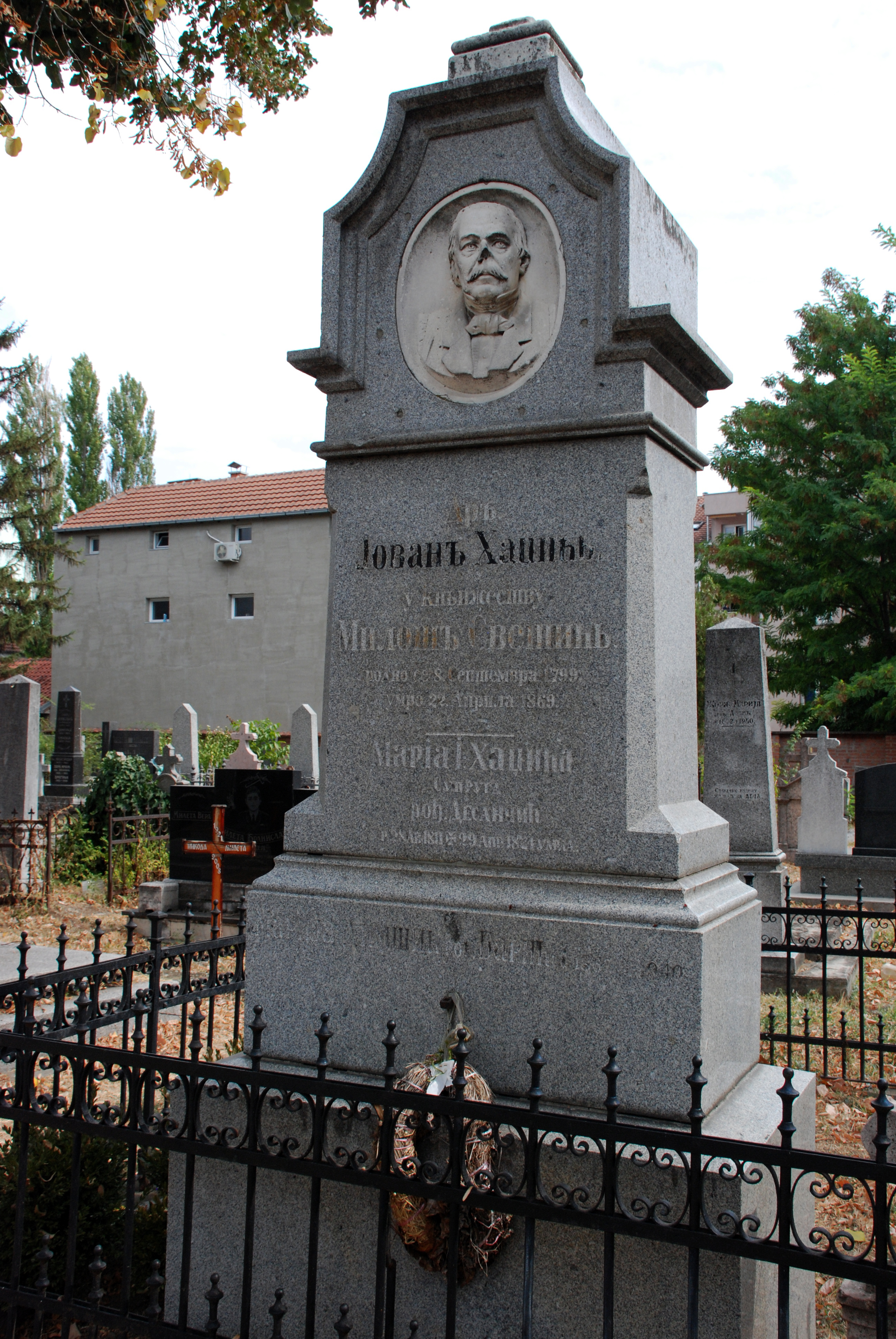
Могила Йована Хаджича на Успенском кладбище г. Нови-Сад

Литературно-научная деятельность Хаджича обширна. Помимо законотворчества, он также занимался поэзией, переводами, историей, филологией. Йован Хаджич был учеником Л. Мушицкого и его продолжателем.
Первым поэтическим произведением Хаджича был «Ответ молодого серба на голос шишатовацкой арфы», написанный им 1821 году; в 1827 году он перевел дидактическую поэму Горация «De arte poёtica» и написал несколько оригинальных стихотворений; в 1830 г. после смерти Магарашевича стал главным редактором «Сербской Летописи», издаваемой Сербской Матицей.
С 1839 во 1844 год Хаджич редактировал альманах «Голубица», выходивший в Белграде, в котором, между прочим, был помещён, в 1842 году, его прекрасный стихотворный перевод «Слова о полку Игореве»; в 1854 году перевел с греческого «Плачевное падение Цареграда», а в 1858 году издал своё последнее и едва ли не лучшее сочинение «Дух сербского народа», куда вошло подробное описание происхождения сербов и хорватов, их веры, языка, письменности и нравов. Полное собрание сочиненей Хаджича («Дѣла Іована Хацича») было издано в 1858 году.